# ئول‌یروی
ئولُ‌یَروی (به لاتین: Ylöjärvi) یک شهرک در فنلاند است که در پیرکانما واقع شده‌است. این شهرک در سال ۲۰۱۷ میلادی ۳۲٬۸۵۱ نفر جمعیت داشته‌است.

## خواهرخوانده
شهر ارویکا خواهرخواندهٔ ئولُ‌یَروی هست.